# Baduário (curopalata)
Baduário (em latim: Baduarius) foi um aristocrata bizantino do século VI, genro do imperador Justino II (r  565–578), erroneamente considerado como seu irmão por Teófanes, o Confessor.

## Biografia

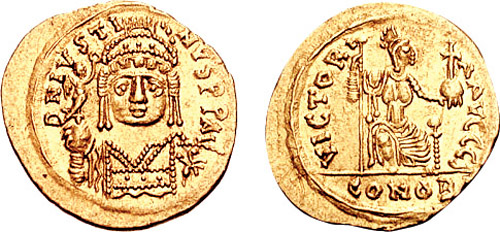
Soldo de r.

Bálcãs no século VI

Talvez filho ou neto do general homônimo em atividade na Cítia Menor no ano de 528, Baduário foi registrado pelo poeta épico latino Flávio Crescônio Coripo como sucessor de Justino em seu cargo de curopalata imediatamente após a ascensão deste ao trono, em 14 de novembro de 565. À época, já detinha o título de patrício. Por volta de 566/7, recebeu ordens de reunir um exército no baixo Danúbio (Mésia Secunda e Cítia Menor) para auxiliar os gépidas contra os lombardos.
Baduário venceu a primeira batalha, porém o rei gépida Cunimundo recusou-se a devolver Sirmio como havia se comprometido. Sem qualquer auxílio para combater os lombardos e os ávaros, Cunimundo foi derrotado e morto. O papel de Baduário nesta campanha é obscuro; pode ter sido um mestre dos soldados da Ilíria, um mestre dos soldados desvinculado a qualquer território (vacans), ou o questor do exército. Ocupando o cargo de conde do estábulo, em 573, foi enviado à Itália pouco tempo depois para resistir à conquista lombarda da península. Os lombardos, no entanto, o derrotaram em combate no ano de 576, e ele faleceu pouco depois.

### Família
Baduário havia se casado com a filha de Justino, Arábia, com quem pode ter tido uma filha, Firmina, atestada por uma única inscrição datada de 564. O texto é obscuro: contém uma palavra grega que pode ser lida como "γενημένη" ou "γενόμενη" de Arábia. O termo "γενημένη" significa "nascido de", e formaria a frase "Firmina, filha de Arábia", enquanto "γενόμενη" significa "que se tornou". Cyril Mango apresentou a leitura da frase como "Firmina, que se tornou ama de Arábia".

## links
- Cawley, Charles. "Byzantium 395–1057: Baduarius". Medieval Lands, 13 de fevereiro de 2011 (página acessada a 13-1-2012)